# نشاط مائي

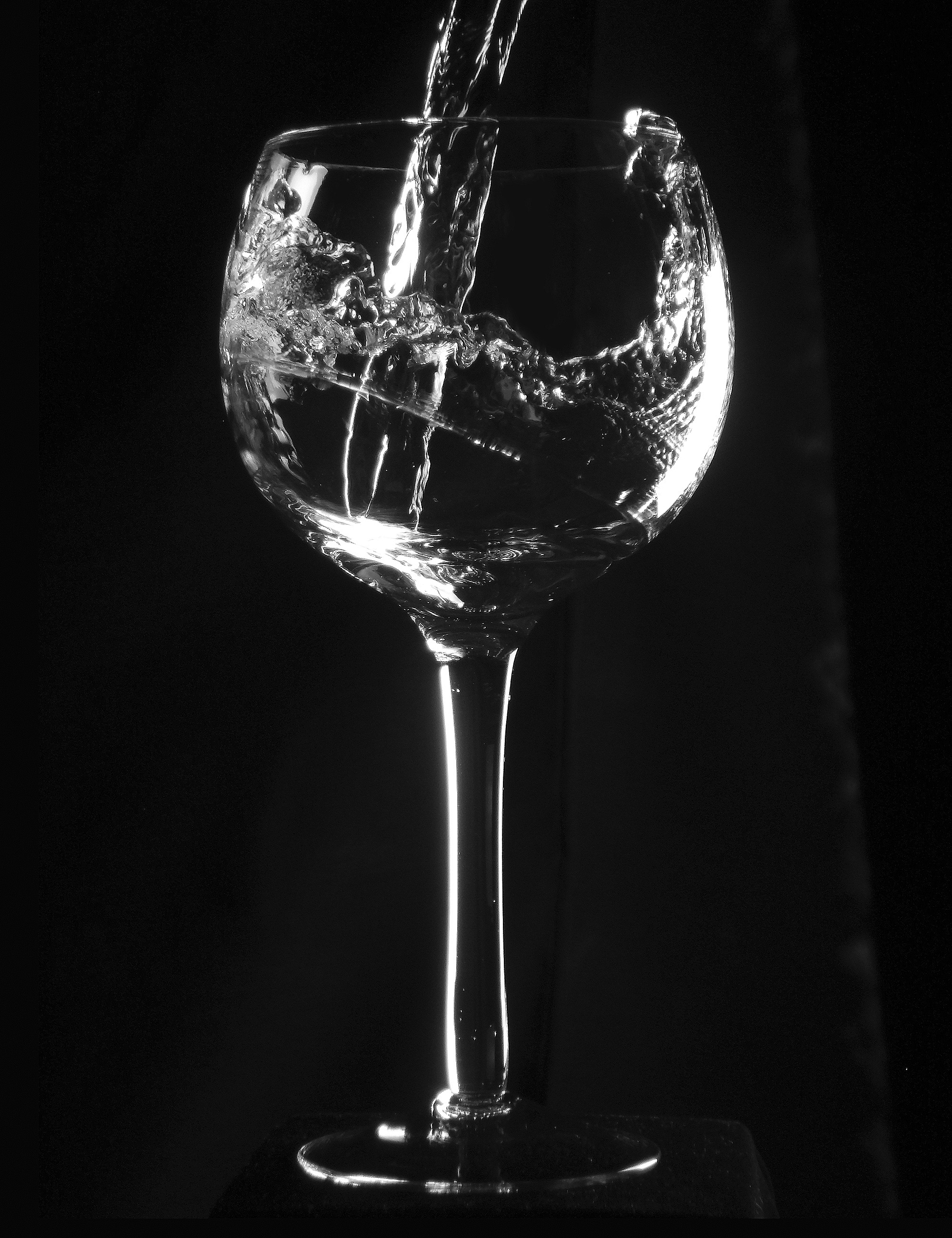

النشاط المائي أو القيمة aw (عن الألمانية: aw-Wert)، ويُرمز له بـ«aw» (عن الإنجليزية: Activity of Water)، هو قيمة ضغط البخار الجزئي للماء في مادة ما مقسوماً على الضغط الجزئي لبخار الماء في الحالة القياسية عند درجة الحرارة نفسها.
على هذا الأساس فإن للماء المقطر قيمة نشاط مائي مقدارها 1. عند ازدياد درجة الحرارة تزداد قيمة aw في أغلب الحالات.
يستخدم مفهوم النشاط المائي بكثرة في مجال علم الغذاء، إذ أن المواد ذات القيم المرتفعة من النشاط المائي تميل لأن تشكل بيئة مناسبة للمتعضيات الحية الميكروئية (الميكروبات)، حيث أن البكتريا تتطلب عادة على الأقل 0.91 والفطريات على الأقل 0.7.
يفيد معرفة النشاط المائي للأغذية في تقدير العمر الافتراضي للسلع الاستهلاكية.

## التعريف الرياضي
يعرف النشاط المائي aw رياضياً وفق المعادلة:
{\displaystyle a_{w}\equiv p/p_{0}}
حيث p ضغط بخار الماء في المادة، أما p₀ فهو ضغط بخار الماء النقي عند درجة الحرارة نفسها.
تعريف آخر:
{\displaystyle a_{w}\equiv l_{w}x_{w}}
حيث lw هو معامل فاعلية الماء، و xw هو الكسر المولي للماء.